# Супергерои Marvel
«Супергерои Marvel» (англ. The Marvel Super Heroes) — американский мультсериал, главными героями которого выступили пятеро супергероев Marvel Comics. Это первая телеадаптация персонажей комиксов Marvel, который шёл в синдикации в 1966 году.
Созданием мультсериала занималась компания Grantray-Lawrence Animation, во главе с Грантом Симмонсом, Рэем Паттерсоном и Робертом Лоуренсом. Каждая серия состояла из 5 сегментов, длительностью примерно по 7 минут, которые транслировались по местным телевизионным станциям, показывающими шоу в разный период времени. Изначально мультсериал задумывался как получасовая программа из трёх сегментов, во главе которых стоял конкретный персонаж, длительностью по 7 минут. Сегменты разделялись кратким описанием одного других героев. Также шоу транслировалось как смесь всех 5 сегментов в формате получасового эпизода, а также в виде отдельных сегментов в рамках детской телепрограммы.
Шоу включало 5 сегментов: «Капитан Америка», «Невероятный Халк», «Железный человек», «Могучий Тор» и «Подводник».

## В ролях
- Карл Банас — Баки Барнс, Супер-Адаптоид
- Сэнди Беккер[5] — Стив Роджерс / Капитан Америка
- Бернард Коуэн[6] — рассказчик, Один, Плавильщик, Капитан Торак, Морган, Рингмастер, Сандо / полковник Фон Краз
- Джек Крли[6] — Дональд Блейк / Тор, профессор Шапанка / Джек Фрост
- Лен Карлсон[6] — Ртуть, Локи, Безумный мыслитель, Нейтан Гарретт / Чёрный Рыцарь, Президент
- Верн Чепмен — Эдвин Джарвис, Супер-Адаптоид
- Генри Комор — Гаргантус
- Джилли Фенвик — Барон Генрих Земо, Радиоактивный человек, Лидер, Батрок Прыгун, Космический фантом, Доктор Седрик Роулингс, Хеймдалль, Мистер Хайд, Санду, Премьер Пулду
- Макс Фергюсон[6] — Халк[7]
- Маргарет Гриффин[8] — Пеппер Поттс, Чёрная вдова, графиня де ла Спироса
- Том Харви — Хэппи Хоган[8], Великан, Человек-лёд, Хамелеон, Супер-Скрулл, Антон Ванко / Красное Динамо[8], Борок
- Пол Клигман — Таддеус «Громовержец» Росс, Красный Череп, Военачальник Крэнг, Человек-крот, Мастер Металла, Силач
- Вита Линдер[6] — Бетти Росс, Леди Дорма, Джейн Фостер, Чаровница, Алая Ведьма, Оса, Шэрон Картер, Пегги Картер, Лорелей, Селия Роулингс, Ипполита
- Дуглас Мастер[8] — сенатор Харрингтон Бойд
- Эд Макнамара[8] — Мечник, Титановый Человек, Бумеранг
- Генри Рамер[6] — майор Уберхарт, Доктор Дум, Вольфганг, Вашти, Мандарин
- Пол Соулс — Брюс Бэннер, Аттума, Рик Джонс
- Джон Вернон[6][9][9] — Тони Старк / Железный человек, Подводник Нэмор, Гленн Тэлбот, майор Кори
- Крис Виггинс[6][8] — Клинт Бартон / Соколиный Глаз, Крейвен-охотник, Серая Гаргулья, Бирра, Бальдер, Джек Фрост, Молто, Профессор Икс, Граф Нефария

Артур Пирс изобразил Капитана Америку в сегментах, где были задействованы реальные люди для WNAC-TV. Актёры, изображающие других персонажей, в том числе Доктора Дума, Халка и Баки, также фигурировали в данных сегментах. За создание сегментов отвечал Джерри Сигел, один из создателей Супермена.

## Гостевые персонажи
В мультсериале также фигурировали:
- Люди Икс — команда, возглавляемая Профессором Икс, состояла из: Циклопа, Зверя, Чудо-девушки, Ангела и Человека-льда[11]. В эпизоде «День Доктора Дума» Люди Икс упоминаются не под своим привычным названием, а как «Союзники мира»[12] Эпизод является адаптацией комикса The Fantastic Four (Сентябрь, 1962) #6, однако, поскольку Grantray-Lawrence Animation не владела правами на Фантастическую четвёрку, их заменили Люди Икс.
- Мстители — эпизод «Космический фантом» был адаптацией комикса Avengers #2 (Ноябрь, 1963). В нём появились: Тор, Железный человек, Великан и Оса. Состав из Avengers #4 (Март, 1964) включал: Тора, Железного человека, Великана, Осу и недавно присоединившегося Капитана Америку. Этот же состав появился в нескольких эпизодах сегмента «Капитана Америки», как и более поздний состав из Avengers #16 с участием Соколиного глаза, Ртути и Алой Ведьмой.

## Производство
По состоянию с сентября по декабрь 1966 года было выпущено 65 получасовых эпизодов из трёх 7-минутных глав, в общей сложности насчитывающих 195 сегментов, которые изначально транслировались в синдикате.
В создававшемся в цвете мультсериале была чрезвычайно упрощённая анимация, созданная при помощи ксерографии. Каждая серия состояла из фотокопий изображений, взятых непосредственно из комиксов и подвергнутых обработке, за счёт чего анимация была минимализирована. Сегменты были представлены в виде серии статичных изображений-панелей комиксов, отчего по большей части двигались губы персонажей, когда те говорили, закрывались и открывались глаза, изредка менялось расположение суставов, а также полностью подвижные тёмные силуэты. В мультсериале использовались сюжеты из оригинальных комиксов, проиллюстрированных такими известными художниками как: Джек Кирби, Стив Дитко и Дон Хек, относящихся к периоду, который фанаты и историки называют Серебряным веком комиксов.
Стэн Ли, редактор и, на тот момент, арт-директор Marvel, рассказал в 2004 году, что издатель Мартин Гудман провёл переговоры о сделке с Grantray-Lawrence Animation, а Роберт Лоуренс лично выбрал персонажей, которые будут использоваться в предстоящем мультсериале. Лоуренс арендовал Ли и его жене квартиру в пентхаусе, расположенном неподалёку от Мэдисон-авеню, пока тот работал над шоу. Впоследствии Ли вспоминал: «Я действительно не помню какой-либо реакции со стороны задействованных актёров Marvel. Хотел бы я заявить, что написал [музыкальную тему] текст песни, который нахожу бесподобным, но, увы, я этого не сделал». Песни были написаны Жаком Урбонтом. Тем временем Стив Кранц заключил сделку по субподряду производства сегментов «Могучий Тор» с Paramount Cartoon Studios, которое в то время возглавлял ветеран Fleischer Studios Шамус Калхейн.
Marvel объявила о выходе мультсериала в рекламных материалах ноябрьских выпусках комиксов 1966 года, заявив в гиперболическом стиле этой ежемесячной фан-страницы, что «пройдёт совсем немного времени, прежде чем наши крутые озвученные знаменитостями супергерои дебютируют на телевидении и будут появляться пять вечеров в неделю — правильно, пять — пересчитайте — пять вечеров в неделю, по полчаса каждый вечер. Так что у вас как раз есть время убедиться, что ваш телевизор в хорошем рабочем состоянии — проверьте время и трансляцию в местной газете — и приготовьтесь к балу!».

## Издания
Сегменты мультсериала присутствуют как минимум в двух релизах в формате домашнего видео на носителе VHS, каждый из которых включал по три кассеты: Marvel Superheroes: Triple Pack #1 и Marvel's Mightiest Heroes: Triple Pack #2. Fox Video выпустила версию под названием Marvel's Mightiest Super Heroes Gift Set.
В 2003 году, сегменты Халка, раскрывающие его ориджин, появились в качестве дополнительных материалах к DVD-изданию мультсериала «Невероятный Халк» 1996 года от компании Buena Vista Home Entertainment.
В игре «Hulk» 2003 года для Game Boy Advance сюжетная линия была тесно связана с 13-серийной сюжетной аркой The Marvel Super Heroes Incredible Hulk, что позволяет игроку следить за событиями классического мультсериала.
В сентябре 2004 года Buena Vista Home Entertainment объявила о намерении выпустить 28 июня 2005 года «Шоу супергероев Marvel» в виде набора из пяти DVD под названием «Супергерои 60-х», однако задумка так и не была осуществлена.
21 мая 2007 года британская компания Maximum Entertainment выпустила четыре набора из двух дисков для 2 региона. Каждый набор содержал 13 эпизодов сегментов «Капитан Америка», «Железный человек», «Подводник» и «Тор», причём каждый эпизод подвергся редактированию в получасовые отрезки. 25 августа 2008 года британская компания Liberation Entertainment выпустила набор из двух дисков с сегментами «Невероятного Халка», отредактированными в 13 20-минутных эпизодов.

### Аудио/видео
- The Toon Tracker RealAudio Cartoon Themes from 1966-1969 Page Архивная копия от 27 февраля 2021 на Wayback Machine (аудио)
- YouTube clip of the show's intro Архивная копия от 4 февраля 2022 на Wayback Machine
- Captain America Архивная копия от 4 февраля 2022 на Wayback Machine
- The Incredible Hulk Архивная копия от 4 февраля 2022 на Wayback Machine
- Iron Man Архивная копия от 4 февраля 2022 на Wayback Machine
- The Mighty Thor Архивная копия от 4 февраля 2022 на Wayback Machine
- The Sub-Mariner Архивная копия от 4 февраля 2022 на Wayback Machine
- The Marvel Super Heroes Theme Songs Архивная копия от 4 февраля 2022 на Wayback Machine
- That Dramatic Underscore! - 1966 Marvel Super Heroes Архивная копия от 4 февраля 2022 на Wayback Machine